# فخر الدين بن الساعاتي
الطبيب والكاتب العربي فخر الدين رضوان بن محمد بن علي بن رستم الخرساني الساعاتي، هو ابن عالم الفلك محمد بن علي الساعاتي الذي انحدر من خرسان في شرق ايران إلى دمشق في سوريا،حيث ولد فخر الدين الساعاتي ونشأ فيها وذلك عام 1230، وورث صناعة الساعات من والده وأبدع فيها واشتهر بهذا اللقلب نسبةً إلى ذلك، وأبدع أيضاً في علوم الطب والفلسفة وخصوصاً علم المنطق، وكان شقيقه بهاء الدين الساعاتي والمتوفي عام 1208، من أبرز الشعراء في العصر الأيوبي.

### تفاصيل المراجع
- van Gelder، Geert Jan (2017). "Ibn al-Sāʿātī, Bahāʾ al-Dīn". في Fleet، Kate؛ Krämer، Gudrun؛ Matringe، Denis؛ Nawas، John؛ Rowson، Everett (المحررون). Encyclopaedia of Islam, THREE. Brill Online. ISSN:1873-9830. {{استشهاد بموسوعة}}: الوسيط |ref=harv غير صالح (مساعدة)
- Joosse، N. Peter (2019). "Ibn al-Sāʿātī, Fakhr al-Dīn". في Fleet، Kate؛ Krämer، Gudrun؛ Matringe، Denis؛ Nawas، John؛ Rowson، Everett (المحررون). Encyclopaedia of Islam, THREE. Brill Online. ISSN:1873-9830. {{استشهاد بموسوعة}}: الوسيط |ref=harv غير صالح (مساعدة)